# Вистяк, Иван Кириллович
Ива́н Кири́ллович Вистя́к (1862 — после 1917) — член IV Государственной Думы от Подольской губернии, крестьянин.

## Биография
Православный, крестьянин местечка Печоры Печорской волости Брацлавского уезда.
Окончил Печорское одноклассное народное училище. Занимался земледелием (10 десятин надельной земли). В 1897—1906 годах состоял церковным старостой в Печорах. С 1906 года служил волостным старшиной, был членом волостного банка. Состоял членом Бранцлавской уездной земской управы и уездной землеустроительной комиссии. Был женат, имел шестерых детей.
В 1912 году был избран в члены Государственной думы от Подольской губернии съездом уполномоченных от волостей. Входил во фракцию русских националистов и умеренно-правых (ФНУП), после её раскола в августе 1915 — среди сторонников П. Н. Балашова. Состоял членом комиссий: по исполнению государственной росписи доходов и расходов, по судебным реформам, по народному образованию, финансовой, продовольственной, о мерах к прекращению ненормального вздорожания предметов первой необходимости.
После Февральской революции выполнял поручения Временного комитета Государственной думы.
Дальнейшая судьба неизвестна.